# Homo Deus: Uma Breve História do Amanhã
Homo Deus: Uma Breve História do Amanhã (hebraico: ההיסטוריה של המחר) é um livro escrito pelo autor israelense Yuval Harari, professor da Universidade Hebraica de Jerusalém. O livro foi publicado pela primeira vez em hebraico, em 2015, pela editora Dvir. A tradução para o inglês foi publicada em setembro de 2016 no Reino Unido e em fevereiro de 2017, nos Estados Unidos.
Assim como seu antecessor, Sapiens: Uma Breve História da Humanidade, Harari relata o curso da história ao descrever os eventos e a experiência humana individual, juntamente com as questões éticas em relação ao histórico de pesquisa do autor. Homo Deus, ao contrário do livro anterior, lida mais com as habilidades adquiridas pelos seres humanos (Homo sapiens) ao longo de sua existência e sua evolução como espécie dominante no mundo. O livro tenta pintar uma imagem do futuro. Muitas questões filosóficas são discutidas, tais como a experiência humana, o individualismo, emoções humanas e consciência. Descreve as habilidades atuais e conquistas da humanidade.

## Sumário
1. A nova agenda humana — O autor busca primeiro responder à questão sobre quais poderiam ser os objetivos mais importantes da humanidade no começo do terceiro milênio. Pela primeira vez na história, grande parte da humanidade não precisa mais se preocupar como sobreviver à fome, pestes e guerras. Muito mais pessoas morrem hoje em dia de excesso de peso, de velhice, ou de doenças não contagiosas, como o câncer e doenças cardíacas. Por mais felizes que essas conquistas possam ser, a história nos diz que a humanidade não se satisfaz com o já alcançado. Ela quer perseguir objetivos mais ambiciosos. Esses são, segundo Harari, a imortalidade, a felicidade, e ser igual a Deus.

### Parte I: OHomo Sapiensconquista o mundo
2. O Antropoceno —  Nos últimos 70.000 anos, o Homo Sapiens se tornou a força mais importante que alterou, com uma radicalidade incomparável, a ecologia. Graças à sua inteligência, ele subjugou os animais e, por meio da ciência, declarou-se o dominador mais poderoso do mundo.
3. A epifania humana — A superioridade do ser humano se deve não somente à sua inteligência, mas à sua capacidade de cooperar flexivelmente com inúmeros outros humanos, inclusive com estranhos, e especialmente devido à criação de instâncias fictícias, como dinheiro, deuses, nações, visões de mundo, leis, etc. Harari designa essas instâncias como intersubjetividade, que representa uma terceira categoria ao lado da subjetividade e da objetividade.

### Parte II: OHomo Sapiensdá um significado ao mundo
4. Os contadores de histórias— Ficções nos colocam na condição de cooperar melhor com terceiros. No século XXI, com a ajuda da biotecnologia e de algorítimos de computador, estaremos em condição de criar ficções ainda mais poderosas. Elas poderão controlar nossa existência, além de mudar o nosso corpo, cérebro e espírito, e poderão criar mundos virtuais.
5. O estranho casal — A religião e a ciência pertencem ambas ao campo da intersubjetividade. Elas não se colocam em oposição total uma à outra. A religião fornece a justificativa moral. Ela trata da ordem. Em última análise, a ciência tem a ver com poder, por meio da busca pela verdade.
6. A aliança moderna — Até hoje, na maioria das civilizações, o ser humano acreditava desempenhar um papel em algum plano cósmico de larga escala. O pensamento moderno de hoje renuncia ao sentido, ele consiste em um pacto entre a ciência e o humanismo. A consequência é uma constante busca por poder em um universo sem sentido, onde o crescimento econômico é o motor decisivo.
7. A revolução humanista — No lugar das religiões, que adoram um poder superior, o credo dominante hoje é a visão de mundo humanista. Nosso livre-arbítrio como indivíduos e como comunidade é a autoridade suprema. Nós confiamos em nossos próprios sentimentos, desejos, experiências e pensamentos. Deles formamos nossos valores éticos. O humanismo existe em três formas diferentes: o socialismo/comunismo, o liberalismo, ou o nacional-socialismo. Seus respectivos significados têm mudado ao longo do tempo dependendo do desenvolvimento da técnica. No começo do século XXI, o liberalismo é dominante, mas isso pode mudar novamente por meio de futuras mudanças na técnica.

### Parte III: OHomo Sapiensperde o controle
8. A bomba-relógio no laboratório — A neurociência moderna nos mostra que pensamentos e ações humanos são resultado de processos eletroquímicos no cérebro. Esse conhecimento nos leva à conclusão que a ideia da livre decisão do indivíduo é uma falácia.
9. O grande desacoplamento — Hoje em dia estamos em processo de desenvolvimento de máquinas com uma nova forma de inteligência que, diferentemente do ser humano, não é influenciada por uma consciência. As máquinas estarão em condição de nos superar. Com isso, o homem se tornará substituível. Não há razão para supor que algoritmos orgânicos (como os seres humanos) possam fazer coisas que algoritmos não-orgânicos não possam fazer melhor. Por fim, as novas tecnologias podem roubar do indivíduo seu poder e confiá-lo a algoritmos não-humanos. A consequência seria uma massa de seres humanos inúteis e uma pequena elite de super-homens otimizados.
10. O oceano da consciência — As novas possibilidades técnicas nos abrirão caminhos para a otimização do corpo, do cérebro e do espírito. Elas nos possibilitarão acesso a novos estados de consciência. A vontade humana, louvada pelo humanismo, pode ser manipulada. Isso a faz ser questionada como autoridade superior.
11. A religião dos dados — Harari explica que o universo pode ser entendido como fluxos de dados. No cerne, trata-se de coleção e processamento de informação. Na visão de mundo "dataísta", os Estados Unidos venceram a Guerra Fria porque a economia capitalista é uma forma de processamento de dados mais eficiente que a economia soviética centralizada; a imaginação humana é somente o produto de algoritmos bioquímicos. A visão de mundo antropocêntrica do humanismo será substituída por outra "datacêntrica". Inteligência consciente será substituída por algoritmos não-conscientes.
O livro termina com a pergunta: "o que será de nossa sociedade, nossa política e nossa vida cotidiana, se algoritmos não-conscientes, mas mais altamente inteligentes, nos conhecerem melhor do que nós mesmos?"

## Resumo das principais ideias
- Organismos são algoritmos, e como tal, o homo sapiens pode não ser dominante em um universo onde o dataísmo torna-se o paradigma.
- Desde a revolução da linguagem, cerca de 70.000 anos atrás, os seres humanos vivem dentro de uma "realidade intersubjetiva", tal como os países, fronteiras, a religião, o dinheiro e as empresas, todas criadas para permitir flexível cooperação em larga escala entre os diferentes seres humanos individuais. A humanidade está separada de animais pela capacidade de acreditar nessas construções intersubjetivas, que só existem na mente humana e têm força através da crença coletiva.
- A imensa capacidade da humanidade de dar significado às suas ações e pensamentos é o que tem permitido as suas muitas realizações.
- Harari argumenta que o humanismo é uma forma de religião que adora a humanidade, em vez de um deus. Ele coloca a humanidade e seus desejos como uma prioridade no mundo em que os próprios humanos são enquadrados como seres dominantes. Os humanistas acreditam que a ética e os valores são derivados internamente dentro de cada indivíduo, em vez de partir de uma fonte externa. Durante o século 21, Harari acredita que o humanismo pode levar os seres humanos à procura da felicidade plena, poder e imortalidade.
- A evolução tecnológica tem ameaçado a continuação da capacidade dos seres humanos para dar sentido às suas vidas; Harari sugere a possibilidade da substituição da humanidade por um super-homem, ou "Homo deus" (deus humano) dotado de habilidades, tais como a vida eterna.[1]

## Recepção
Após sua publicação, Homo Deus recebeu significativa atenção da mídia. Artigos e críticas sobre o livro foram publicados pelo New York Times, The Guardian, The Economist, A revista the New Yorker, NPR, Financial Times e Times Higher Education.
A  revista Time listou Homo Deus como um dos dez melhores livros de não-ficção de 2017.

## Edições em português
- Homo Deus: História Breve do Amanhã, tradução de Bruno Vieira Amaral. Elsinore, 1a. edição, abril de 2017. ISBN 978-989-8855-29-9

## Nota
- Este artigo foi inicialmente traduzido, total ou parcialmente, do artigo da Wikipédia em alemão cujo título é «Homo Deus – Eine Geschichte von Morgen».